# Мишура, Роман Сергеевич
Роман Сергеевич Мишура (род. 3 октября 1985) — российский дзюдоист, бронзовый призёр чемпионата России 2005 года, тренер. Мастер спорта России международного класса. Тренер по дзюдо в СШОР № 9 «Шаболовка» Москомспорта (Москва).

## Спортивные результаты
- Первенство России по дзюдо среди юниоров 2002 года — ;
- Первенство России по дзюдо среди молодёжи 2003 года — ;
- Первенство России по дзюдо среди юниоров 2004 года — ;
- Первенство мира по дзюдо среди юниоров 2004 года, Будапешт — ;
- Международный турнир 2005 года, Корридония — ;
- Чемпионат России по дзюдо 2005 года — ;
- Открытый чемпионат Бельгии по дзюдо 2007 года — ;